# Zarzis Nord
Zarzis Nord (àrab: جرجيس الشمالية, Jarjīs ax-Xamāliyya) és un municipi de la governació de Médenine, al sud de Tunísia, que s'estén per la costa mediterrània, entre la ciutat de Zarzis i l'illa de Gerba.

## Administració
Forma una municipalitat o baladiyya, amb codi geogràfic 52 19 (ISO 3166-2:TN-12), creada per un decret del 26 de maig de 2016. La municipalitat s'estén per set dels setze sectors o imades de la delegació o mutamadiyya de Zarzis (codi 51 52), a la qual està adscrita a nivell de delegacions:
- El Bassatine (52 55 55)
- Oued Ettieb (52 55 57)
- Hassi El Jerbi (52 55 58)
- Khaoui El Ghedir (52 55 59)
- El Grebis (52 55 63)
- El Ogla (52 55 65)
- Chammakh (52 55 66)